# 擬外網蘚
擬外網蘚（学名：Exostratum blumii）为白髮蘚科外網蘚屬下的一个种。